# Mermessus
Mermessus este un gen de păianjeni din familia Linyphiidae.

## Specii[1]
- Mermessus agressus
- Mermessus albulus
- Mermessus annamae
- Mermessus antraeus
- Mermessus augustae
- Mermessus augustalis
- Mermessus avius
- Mermessus brevidentatus
- Mermessus bryantae
- Mermessus caelebs
- Mermessus coahuilanus
- Mermessus cognatus
- Mermessus colimus
- Mermessus comes
- Mermessus conexus
- Mermessus conjunctus
- Mermessus contortus
- Mermessus denticulatus
- Mermessus dentiger
- Mermessus dentimandibulatus
- Mermessus dominicus
- Mermessus dopainus
- Mermessus entomologicus
- Mermessus estrellae
- Mermessus facetus
- Mermessus floridus
- Mermessus formosus
- Mermessus fractus
- Mermessus fradeorum
- Mermessus fuscus
- Mermessus hebes
- Mermessus holdus
- Mermessus hospita
- Mermessus ignobilis
- Mermessus imago
- Mermessus index
- Mermessus indicabilis
- Mermessus inornatus
- Mermessus insulsus
- Mermessus leoninus
- Mermessus libanus
- Mermessus lindrothi
- Mermessus maculatus
- Mermessus maderus
- Mermessus major
- Mermessus mediocris
- Mermessus medius
- Mermessus merus
- Mermessus mniarus
- Mermessus modicus
- Mermessus montanus
- Mermessus monticola
- Mermessus moratus
- Mermessus naniwaensis
- Mermessus nigrus
- Mermessus obscurus
- Mermessus orbus
- Mermessus ornatus
- Mermessus paludosus
- Mermessus paulus
- Mermessus perplexus
- Mermessus persimilis
- Mermessus pinicola
- Mermessus probus
- Mermessus proximus
- Mermessus rapidulus
- Mermessus singularis
- Mermessus socius
- Mermessus sodalis
- Mermessus solitus
- Mermessus solus
- Mermessus subantillanus
- Mermessus taibo
- Mermessus tenuipalpis
- Mermessus tepejicanus
- Mermessus tibialis
- Mermessus tlaxcalanus
- Mermessus tridentatus
- Mermessus trilobatus
- Mermessus undulatus